# Ramón Fagoaga
Ramón Alfredo Fagoaga Romero (ur. 12 stycznia 1952) – salwadorski piłkarz grający na pozycji pomocnika.

## Kariera klubowa
W czasie kariery piłkarskiej Ramón Fagoaga występował w salwadorskich klubach C.D Dragon i Atlético Marte San Salvador. Z Atletico Marte zdobył Mistrzostwo Salwadoru w 1981, 1982, 1985 oraz był finalistą Pucharu Mistrzów CONCACAF w 1981 roku.

## Kariera reprezentacyjna
Ramón Fagoaga występował w reprezentacji Salwadoru w latach 1976–1986. W 1976 i 1977 uczestniczył w eliminacjach do Mistrzostw Świata 1978. W 1980 i 1981 uczestniczył w zakończonych sukcesem eliminacjach do Mistrzostw Świata 1982. Na Mundialu w Hiszpanii wystąpił w dwóch spotkaniach z Węgrami oraz Belgią. W 1984 i 1985 uczestniczył eliminacjach do Mistrzostw Świata 1986. Łącznie w latach 1976–1986 w reprezentacji wystąpił 105 razy.